# Sugar Bush Knolls
Sugar Bush Knolls – wieś w Stanach Zjednoczonych, w stanie Ohio, w hrabstwie Portage.